# Château de Bury (Molineuf)
Le château de Bury, en Loir-et-Cher, ne doit pas être confondu avec le château du Grand-Bury, situé dans le département du Val-d'Oise (Île-de-France).
Le château de Bury, commandité au XVIe siècle par le trésorier Florimont Robertet, était un monument réputé du comté de Blois. Ce château avait succédé à la forteresse de Bury, un château fort érigé au milieu du XIe siècle, dans un contexte de guerres incessantes entre les comtes de Blois et d'Anjou.
Aujourd'hui partiellement détruit, ses ruines se trouvent à l'entrée de la forêt de Blois et de l'actuelle commune déléguée de Molineuf (sur la commune nouvelle de Valencisse).
Plus précisément, l'édifice se trouve en plein Loir-et-Cher (région Centre-Val de Loire), à 10 km à l'ouest de Blois et 10 km au nord de Chaumont-sur-Loire.

## Histoire

### Une châtellenie du comté de Blois

#### Première création
Après la bataille de Nouy perdue en 1044 contre son voisin Geoffroy II d'Anjou, le comte Thibaud III perd l'influence qu'avaient ses prédécesseurs à l'ouest et perd définitivement le comté de Touraine. Pour protéger son fief blésois, il fait comme ses prédécesseurs en commanditant la construction de nouvelles forteresses d'avant-garde, dont une à l'entrée de la forêt de Blois, devant le dernier obstacle naturel que constitue la Cisse. Le site de Bury, transmis conjointement à l'église Saint-Secondin par un chevalier Gervais de Vendôme en 1080 en faveur de l'abbaye de Marmoutier (dont le comte de Blois est propriétaire depuis plus d'un siècle), est sélectionné, mais ce château fort fut détruit dès 1145 par le vicomte Sulpice II d'Amboise, récemment émancipé du comte d'Anjou et guerroyant avec tous ces voisins.
Selon Georges Touchard-Lafosse, Bury était capital car constituait l'une des quatre forteresses qui gardaient le comté de Blois :
- Bury, au nord,
- Les Montils, au sud,
- Chaumont, à l'ouest,
- Montfrault-Chambord, à l'est.

#### Deuxième création
Un second fort aurait donc été érigé en lieu et place du premier. Une châtellenie est en effet reconstituée entre les XIIe et XIIIe siècles, et confiée aux seigneurs de Burel de Buracio. Ainsi fut nommé, probablement sous le comte Thibaut VI, sire Geoffroy Ier de Bury, aussi appelé Geoffroy Bourreau, fils d'Ascho Borellus.
Au XIIIe siècle, les sires de Bury s'offriront un second château, à Onzain.
| Sire                              | Période    | Autres titres | Suzerain   | Notes |
| --------------------------------- | ---------- | ------------- | ---------- | --- |
| Geoffroy Ier de Bury dit le Vieux | Incertaine |               | Thibaut VI | Premier sire de Bury connu, il est mentionné dans une charte de 1202 relative à une donation de la part de Robert de la Guierche à l'abbaye de Boulogne. En 1215, il aurait également été provoqué en duel par Robert de Brenne, duel que son champion aurait remporté. En 1221, il cède une partie de son domaine aux moines de Tiron : se crée alors un moulin dit Moulin Neuf. |
| Geoffroy II de Bury dit le Jeune  | Incertaine |               | Jean Ier   | Fils du précédent, il est mentionné dans une charte de 1243 relative à une donation de la part du sire Gédouin de Romorantin pour le chapitre Saint-Sauveur. |
| Gauthier de Bury                  | Incertaine |               | Jean Ier   | Fils probable du précédent, il est mentionné dans des chartes de 1264 et 1266 relatives à des donations à l'abbaye de Fontaine-les-Blanches. |
| Philippe de Bury                  | Incertaine |               | Jean Ier   | Fils du précédent, il est mentionné avec sa femme Jeanne dans un charte de 1272. |
| Guy de Bury                       | Incertaine | Sire d'Onzain | Jeanne     | Fils du précédent, il est mentionné avec son épouse, Jeanne de Luçay, dans des chartes de 1286 et 1290 relatives à des donations à l'abbaye de la Guiche. |
| Geoffroy III de Bury              | Incertaine | Sire d'Onzain | Hugues     | Fils du précédent. |
| Geoffroy IV de Bury               | Incertaine | Sire d'Onzain | Guy Ier    | Fils du précédent. |

#### Occupation anglaise
Dans la première moitié du XIVe siècle, Bury devient la résidence champêtre des comtes de Blois.
Pendant la guerre de Cent Ans, la forêt de Blois sert de frontière entre les zones françaises et anglaises : Bury est en effet occupé par les Anglais entre 1356 et  1365, date de la libération du village par le comte Louis II de Blois-Châtillon. Ces neuf années d'occupation ont néanmoins suffit pour laisser un odonyme encore utilisé aujourd'hui : la vallée des Anglais, à Valencisse.

#### Troisième création
Puis de Vielz-Pont qui y résidèrent pendant 128 ans.

### Une baronnie du royaume de France
En 1511, Florimont Robertet fait acquisition du domaine et commande la construction d'un château style Renaissance flambant neuf. Commencé en 1515, l'édifice est livré en 1525. Le château est si somptueux qu'il est qualifié de « rival de Chambord ». Le trésorier du roi meurt cependant en 1527 sans trop profiter de son bien, contrairement à sa femme, la blésoise Michelle Gaillard, qui s'y éteint en 1549. En 1566, la châtellenie est élevée en baronnie par le roi Charles IX en faveur de Claude Robertet, fils de Florimont et Michelle.

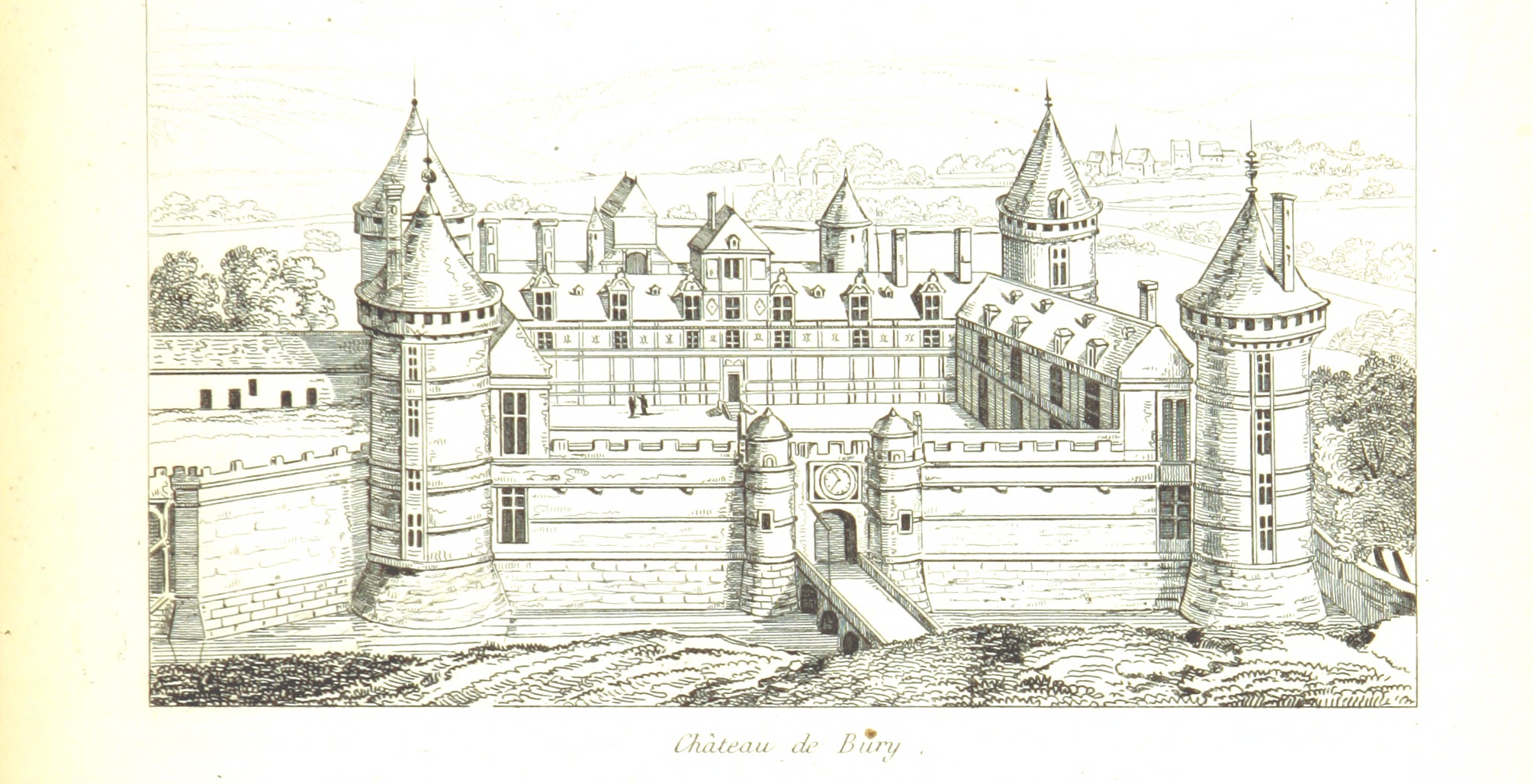
Gravure du château tel qu'il était au XVIIe siècle.

À sa mort, le domaine est transmis à l'un de ses cousins, le maréchal Nicolas de Neufville de Villeroy[source insuffisante].

### Le comté de Rostaing
Le fils de ce dernier, Charles de Neufville de Villeroy, le vendit en 1633 au marquis Charles de Rostaing, autre descendant de Florimont Robertet. Dans la décennie qui suivit, Charles obtient du roi Louis XIII que les terres de Bury et Onzain soient réunies en une unique entité : le comté de Rostaing. Il meurt à Paris en 1660.
Après la mort de leur deuxième fils en 1666, sa veuve Anne-Marie d'Urre d'Aiguebonne laisse Bury tomber en ruines, et est ensuite, en 1680, appelée à la Cour de Louis XIV pour être dame d'honneur de sa fille préférée, Mademoiselle de Blois. Elle reste à Versailles pendant près de dix ans et favorise une jeune parente, Mademoiselle Choin.
En 1720, sans postérité, elle fait don de sa seigneurie, de ses châteaux, et de ses dettes, au comte de Varax, son neveu maternel : Alexandre-Louis Perrachon, fils de sa sœur Marie d'Urre et de Pierre Perrachon de Varax, Treffort et Varambon.
Ambroise-Julien-Clément de Feillet, conseiller au Parlement de Paris achète le château en 1753, puis le vend en 1760 à Michel-Jean-Hugues de Péan, gouverneur général du Québec jusqu'en 1759, date de l'arrivée des Anglais. Ce dernier est incarcéré à la Bastille, de novembre 1761 à juin 1764, pour avoir spéculé sur le prix du blé au Québec. Il meurt en 1782 et son épouse, Angélique-Renaud d'Avène des Méloizes se sépare du château à la Révolution, en 1791.

### Après la Révolution française
Le nouveau propriétaire est Eugène-Joseph-Stanislas Foullon d'Ecotier, fils de l'intendant Joseph Foullon, tué par la foule à Paris le 22 juillet 1789. Il a été intendant de la Guadeloupe, puis de la Martinique jusqu'en 1790. Il échappe à l'échafaud, bien qu'incarcéré à la Conciergerie de Paris le 21 avril 1794. Il a la chance de n'être jugé que le 31 octobre, et il est acquitté. Il est conseiller général du canton d'Herbault et maire d'Onzain en 1812. Il a des revers de fortune et part pour la Martinique en 1816.
La propriété a été saisie en 1816 et vendue en lots pour intégrer les communes d'Onzain et de Molineuf. Au même titre que le château d'Onzain, Bury est acquis par M. Crognon-Bonvalet. Le neveu de son épouse, François-Philippe Gastebois, finit par hériter du domaine et le vend à M. Ragnon, inspecteur général de l'université, en 1868.
En 1882, Mme Trawford, une ressortissante anglaise fortunée, fait l'acquisition des ruines du château. À sa mort, son mari revendit le domaine à Paul Jousselin qui fit bâtir la maison actuelle contre une tour de l'ancien château.
En 1921, Mme Lenoir acheta le château puis, successivement, M. Alibert, conseiller d'État, en devient le propriétaire en 1925, Henry Reverdy, en 1933. La famille Reverdy conserva la propriété du domaine de Bury jusqu'en 1969.

### Époque contemporaine
Depuis lors, le château de Bury est propriété de la famille de Guillenchmidt.
Le château étant privé, il n'est pas ouvert aux visiteurs.

## Dans la culture
Selon la légende locale de la Chasse Infernale de Thibaud le Tricheur, les ruines de Bury seraient, avec celles de Montfrault, l'un des lieux de résidence de l'esprit maudit du premier comte de Blois, qui hanterait chaque nuit vers minuit les forêts du pays blésois,.